# Oxytropis talgarica
Oxytropis talgarica är en ärtväxtart som beskrevs av Mikhail Grigoríevič Popov. Oxytropis talgarica ingår i släktet klovedlar, och familjen ärtväxter. Inga underarter finns listade i Catalogue of Life.